# Circuit Històric i Arqueològic de Celebració de l'Herència Africana
El Circuit Històric i Arqueològic de Celebració de l'Herència Africana és una zona situada entre els barris de Gamboa i la Salut, al centre de la ciutat de Rio de Janeiro. Va ser creat amb l'objectiu de donar a conéixer els diversos jaciments arqueològics existents en l'àrea englobada, a més de promoure'n la seguretat i conservació.
Va ser creat el 29 de novembre del 2011 pel Decret Municipal núm. 34.803, elaborat pel llavors alcalde carioca Eduardo Paes. El circuit va ser creat per la importància històrica i cultural dels vestigis revelats per les investigacions arqueològiques fetes a la zona, motivades principalment per les obres del Port Maravilha.
El mateix decret de 2011 també instituí el Grup de Treball del Projecte Urbanístic, Arquitectònic i Museològic del Circuit Històric i Arqueològic de Celebració de l'Herència Africana, coordinat pel Subsecretari de Patrimoni Cultural, Intervenció Urbana, Arquitectura i Disseny del Gabinet de l'Alcalde. El grup de treball pretenia construir directrius per a la implementació de polítiques de valoració de la memòria i de la protecció del patrimoni cultural de la zona.

## Punts
El circuit engloba una sèrie d'espais: cadascú remet a una dimensió de la vida dels africans i de seus descendents de la Regió Portuària. El Decret Municipal núm. 34.803 indica aquests punts:
- Centre Cultural José Bonifácio: És un centre cultural instal·lat en un palauet fundat el 1877. Funciona ininterrompudament des del 20 de novembre de 2013; acull activitats tant acadèmiques com pedagògiques i artisticoculturals referents a la influència africana en la formació social brasilera. El CCJB enclou una exposició permanent d'objectes trobats durant les excavacions i obres en l'àmbit de l'Operació Urbana Port Maravilha.
- Cementeri dels Negres Joves: És un jaciment que també funciona com a centre cultural, descobert el 1996 durant una reforma en un edifici. S'hi trobaren ossades humanes que indicaven que hi hagué, entre 1769 i 1830, un antic cementeri d'esclaus.
- Moll de Valongo: És un antic moll situat a la plaça Jornal do Comércio. Construït el 1811, el moll fou un indret de desembarcament i de comerç d'esclaus africans fins al 1831, any en què es va prohibir a Brasil el tràfic transatlàntic d'esclaus. Va ser reformat el 1843 en virtut del desembarcament de Teresa Cristina de les DueBorbó-Dues Sicílies, que venia a casar-se amb l'emperador Pere II. El moll de Valongo va rebre el títol de Patrimoni Històric de la Humanitat per la UNESCO el 9 de juliol de 2017 per ser l'únic vestigi material de l'arribada dels africans esclavitzats a Amèrica.
- Jardí Penjat de Valongo: És una construcció paisatgística situada a la pujada oest del Morro da Conceição. Projectat per l'arquitecte paisatgista Luis Rey, el jardí es construí al 1906 com a part d'un mur de contenció durant les obres promogudes pel batle Pereira Passos.
- Plaça dels Estibadors: És una plaça situada en el lloc on, en el passat, es venien esclaus. Antiga Plaça del Dipòsit, el nom actual homenatja el Sindicat dels Estibadors, el primer sindicat de Brasil, fundat el 1903.
- Pedra de Sal: És una gran pedra amb una escala tallada, als peus del Morro da Conceição. El lloc va rebre aquest nom perquè s'hi descarregava la sal dels vaixells que atracaven al port. Actualment, la Pedra de Sal és escenari de rodes de samba i de xoro.